# Spongia lamella
Espèce
L’éponge oreille d'éléphant de Méditerranée (Spongia lamella) est une espèce de spongiaire de la famille des Spongiidae.

## Statut
Cette espèces est inscrite à l'annexe III de la convention de Barcelone annexe III et à l'annexe III de la convention de Berne.